# Rifugio Baion
Il rifugio Baion - Elio Boni si trova ai piedi delle Marmarole a circa 1800 m di altezza nel territorio del comune di Domegge di Cadore.

## Storia
Il rifugio una volta era una malga adibita al pascolo delle mucche. Rimasta chiusa per diverso tempo, solo da alcuni decenni è stata trasformata in un rifugio.

## Accessi
Lo si può raggiungere con l'auto partendo dal centro di Lozzo di Cadore e dopo diversi km. di strada a tornanti in salita ed asfaltata si arriva al rifugio Marmarole. Da questo si può andare più in alto, al rifugio Ciareido, girare a destra ed andare verso Col Vidal o girare a sinistra per raggiungere in circa dieci minuti in auto o in mezz'ora di cammino il rifugio Baion, oppure partendo a piedi dal centro di Domegge di Cadore. La strada che da Lozzo di Cadore porta al rifugio Marmarole, solitamente è percorribile in auto, in salita di mattina e in discesa di pomeriggio, causa problematiche dovute all'attuale traffico.

## Ascensioni
Dal Baion si possono effettuare molte escursioni più o meno impegnative ad esempio salendo sulle Marmarole, attraverso forcella Baion si può arrivare al bivacco Fanton oppure salendo forcella Marmarole, che presenta una breve ferrata (solo per esperti), e forcella Froppa si arriva al bivacco Tiziano.

## Traversate

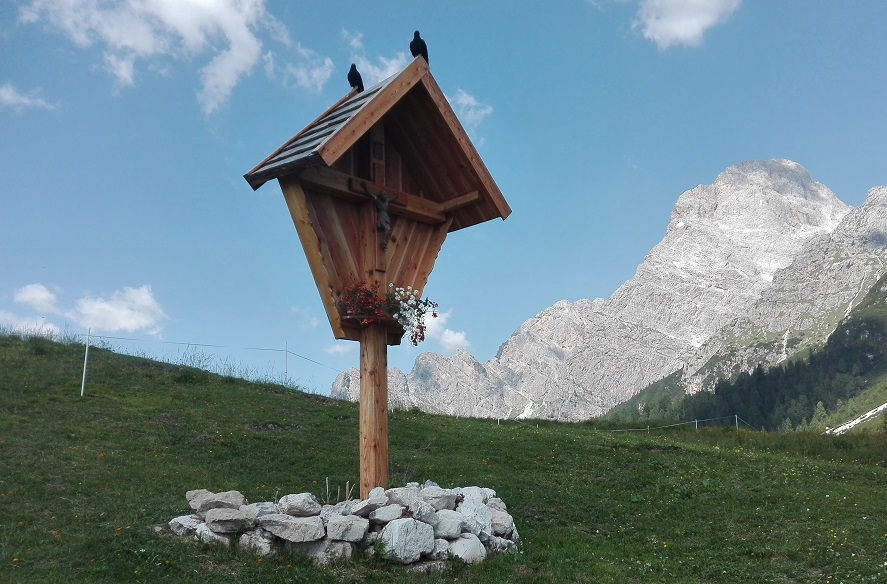
Crocefisso nei pressi del rifugio

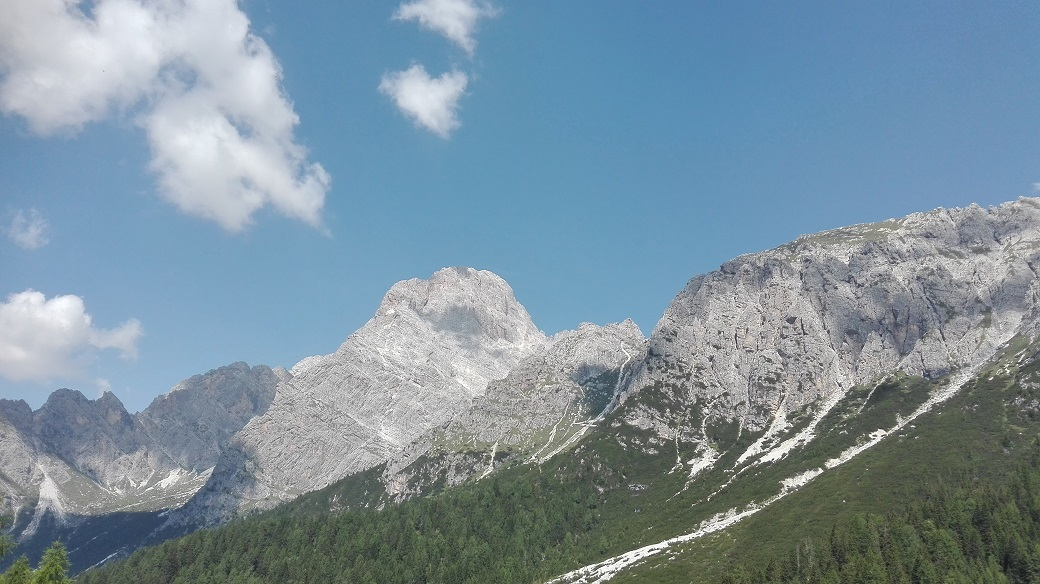
Croda Bianca vista dal rifugio

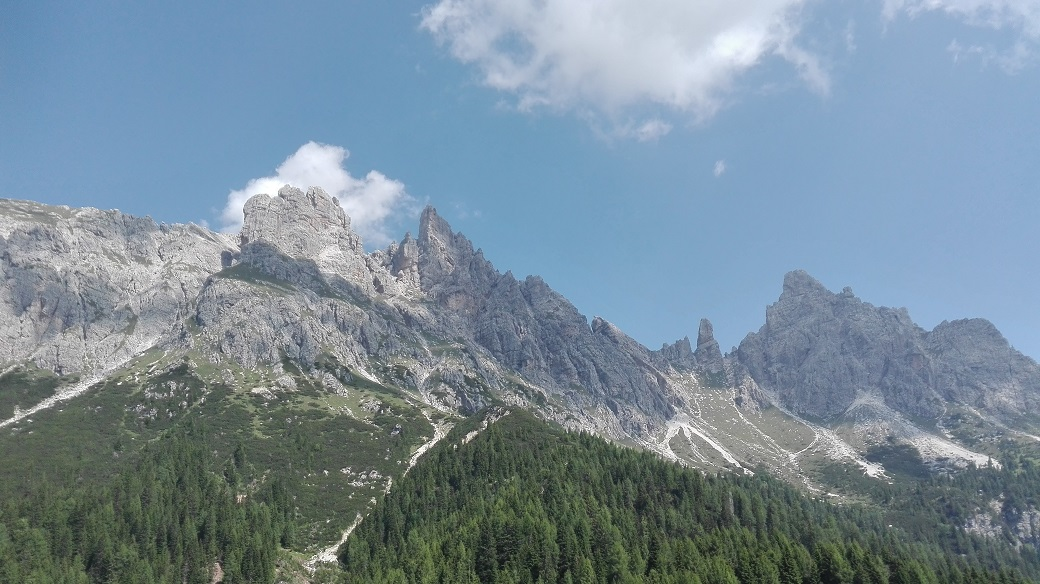
Ciastelin e Ciarido visti dal rifugio

Dal rifugio Baion si può passare sotto le Marmarole ed arrivare al rifugio Chiggiato, per poi scendere a Calalzo di Cadore.
Con un facile passeggiata di una ventina di minuti è poi raggiungibile l'altopiano Pian dei Buoi.
Il rifugio è anche punto di appoggio per l'alta via n. 5.